# Marianne Buggenhagen
Marianne Buggenhagen, född 26 maj 1953 i Ueckermünde, är en tysk handikappidrottare. Hon tävlade i början för Östtyskland och sedan 1990 för Tyskland i friidrott.
Buggenhagen började 1977 i samband med ett rehabiliteringsprogram med idrott. Med 13 guldmedaljer, 6 silvermedaljer och 4 bronsmedaljer vid paralympiska spelen är hon en av Tyskland framgångsrikaste tävlande i parasport. Hon fick utmärkelsen "årets idrottskvinna" i Tyskland 1994.
Buggenhagen deltog 1989 för första gången vid världsmästerskapen i parasport. Året 1995 mottog hon hedersbetygelsen Silbernes Lorbeerblatt (silver lagerlöv) som är Tysklands främsta utmärkelse för idrottare.